# Worpplantsoen
Het Worpplantsoen is een vanuit de stad met een veerpontje over de rivier de IJssel bereikbaar buitendijks gelegen park in Deventer. Het is het oudste stadswandelpark van Nederland. In de winter wordt het soms voor korte of langere tijd door de rivier overstroomd.

## Middeleeuwen
De naam Worp komt voor het eerst voor in een document uit 1357, het gaat dan over gemeenschappelijk viswater. Later was het een stuk land dat werd gebruikt voor onder meer het drogen van visnetten. Deze Worp maakte deel uit van een groter eiland met gemeenschappelijke weiden en twijggronden waar mandenmakers wilgentwijgen oogstten. Het was gelegen tussen de IJssel en een oude loop van deze rivier, recht tegenover de stad. In 1467 werden op dit eiland nog bevers gevangen.

## Hoven

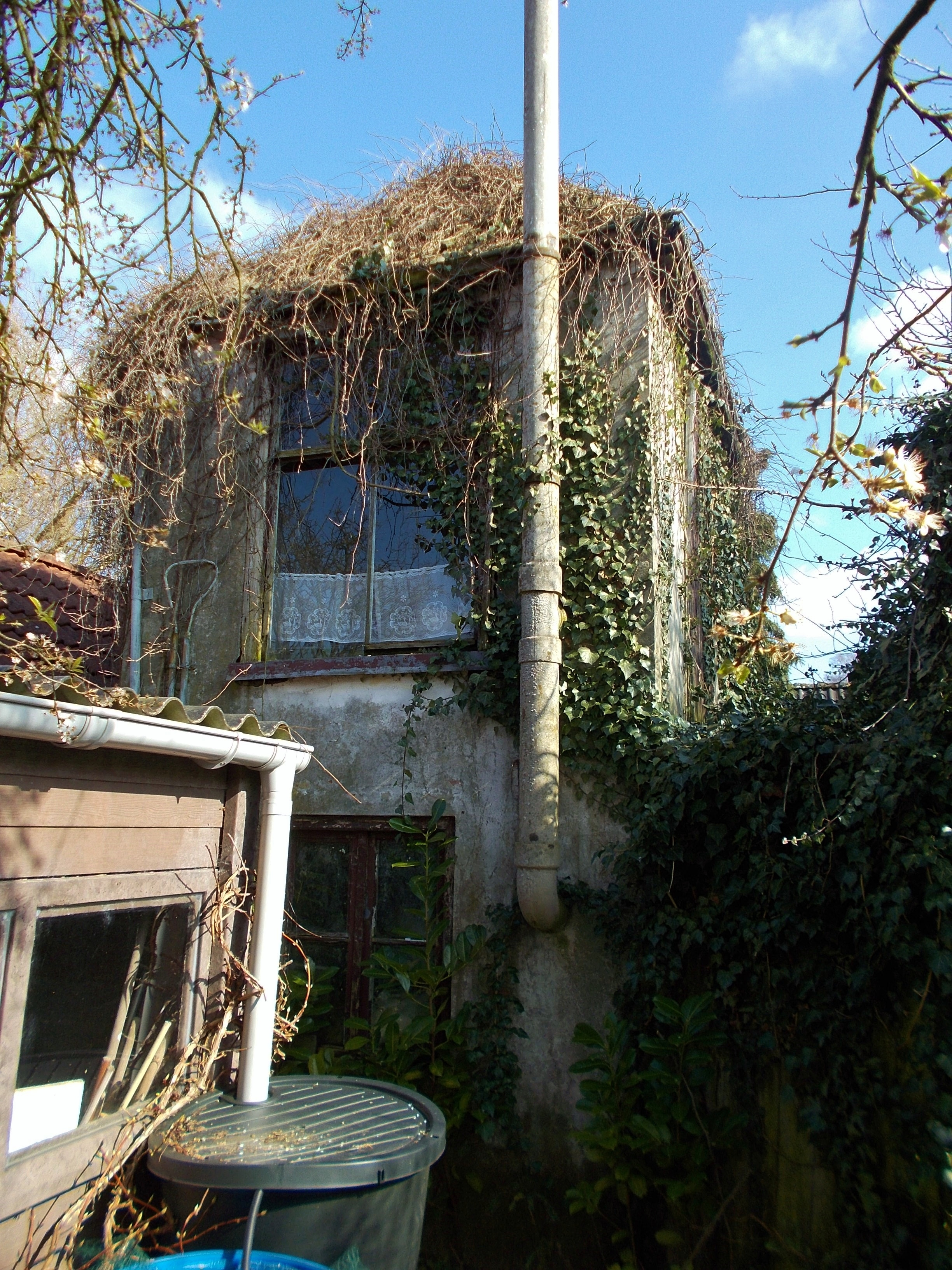
Tuinhuisje op de Hoven

De Worp was al in 1578 langs paden en wegen beplant met bomen. In de 17e eeuw kwamen er steeds meer hoven (tuinen) met tuinhuisjes van wat meer welgestelde Deventer families die 's zomers de vaak benauwde stad voor enige tijd wilden ontvluchten. Oorspronkelijk lagen deze hoven in de stadsvrijheid ten oosten de stad, maar doordat Deventer in verband met de Tachtigjarige Oorlog versterkt werd met vestingwerken moesten de tuinen daar verdwijnen. De tuinhuisjes die bij de hoven op de linker IJsseloever werden gebouwd waren voorzien van een verdieping in verband met de periodieke hoogstand van de rivier. In 1699 werd voor het eerst melding gemaakt van een plantage (park), dat toen volgens een kaart de vorm had van een sterrenbos.

## Franse tijd
In 1813 wilden de aan de verliezende hand zijnde Franse troepen in Deventer standhouden tegen het oprukkende Kozakkenleger. Om vanuit de stad vrij schootsveld te hebben over de westzijde van de IJssel werden daar alle gebouwen verbrand en de bomen gekapt. In 1815 kreeg Deventer van koning Willem I toestemming om het park te herstellen onder voorbehoud dat het park weer plat moest als oorlogsdreiging dit noodzakelijk maakte. Het nieuwe park werd ontworpen door Albertus van Leusen senior en is in 1816 aangelegd. Sommige van de oudste bomen in het park dateren van deze tijd. De Worp werd in de negentiende eeuw een geliefde bestemming voor een zondagse wandeling.

## Rivierbeheersing

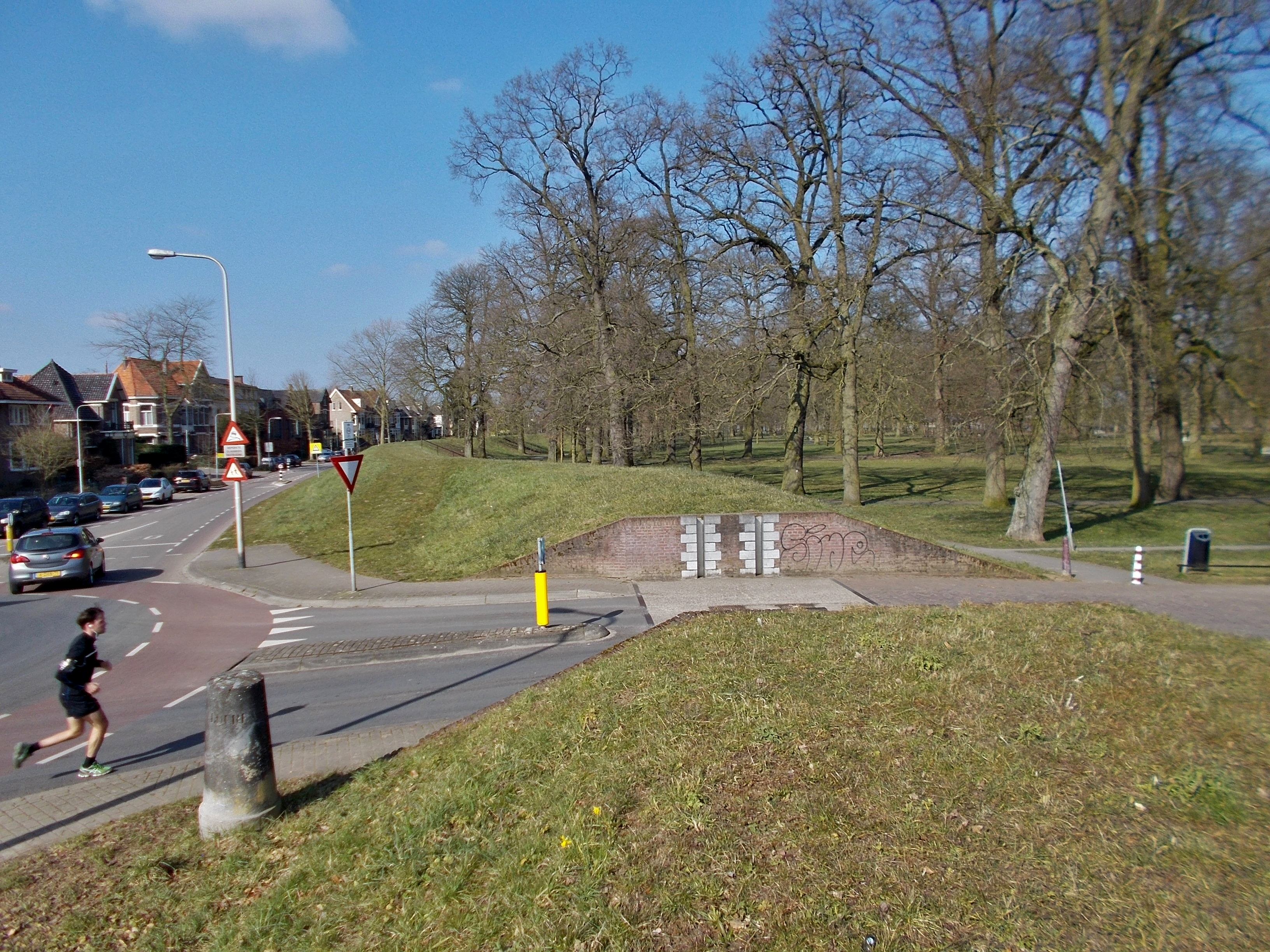
Afsluitbare coupure in de Worpdijk

Omdat er regelmatig sprake was van wateroverlast bij een hoge stand van de IJssel en er steeds meer permanente bewoning kwam, werd in 1918 besloten een kade aan te leggen tussen het Worpplantsoen en het gebied De Hoven. In 1920 en 1926 bleek deze kade echter onvoldoende om zeer hoog water te keren. Dit resulteerde in 1931 in een dijk. Dat was noodzaak, want er woonden inmiddels enkele honderden mensen. Deze dijk was vooral uit zand opgebouwd. Hij werd na het hoogwater van 1995 vervangen omdat de stabiliteit tekortschoot. In 2015 werd een nevengeul aangelegd in de uiterwaard aan de Worpzijde. Deze vergroot de capaciteit van de IJssel bij Deventer.

## Bedrijvigheid
Op de Worp stonden eeuwenlang enkele herbergen. In de 19e eeuw verschenen er ook verschillende buitensociëteiten waarvan er een gebouwd was op de plaats van de middeleeuwse herberg De Dood. Sinds ca. 1980 is er een bowlingcentrum in gevestigd.
In het Worpplantsoen waren begin 20e eeuw een hotel-restaurant, garagebedrijf, kiosk en muziekkoepel aanwezig. Al eerder was er ook een scheepswerfje gevestigd en tot 1948 de aanlanding van de schipbrug over de IJssel. Later kwam er een stadscamping tussen park en rivier. Het hotel is rond 2005 na langdurige leegstand opgeknapt en heropend. De parkaanleg werd diezelfde tijd met Europese subsidie gerenoveerd. In 2012 werd een nieuwe muziekkoepel in nostalgische gietijzeren uitvoering geplaatst.